# 回收寶
回收寶是中華人民共和國一家數碼產品、智能手機回收與交易平台，由何帆於2014年在廣東省深圳市創辦。2018年9月，回收宝获得阿里巴巴集團C轮融资。回收寶回收手机回收后，15%回收品再次销售，80%由智能机回收厂商收購，回收廠商拆解手機後再次出售配件，5%的回收品被工厂收購後提炼降解。

## 外部連結
- 官方网站